# الحدود بين فرنسا وموناكو

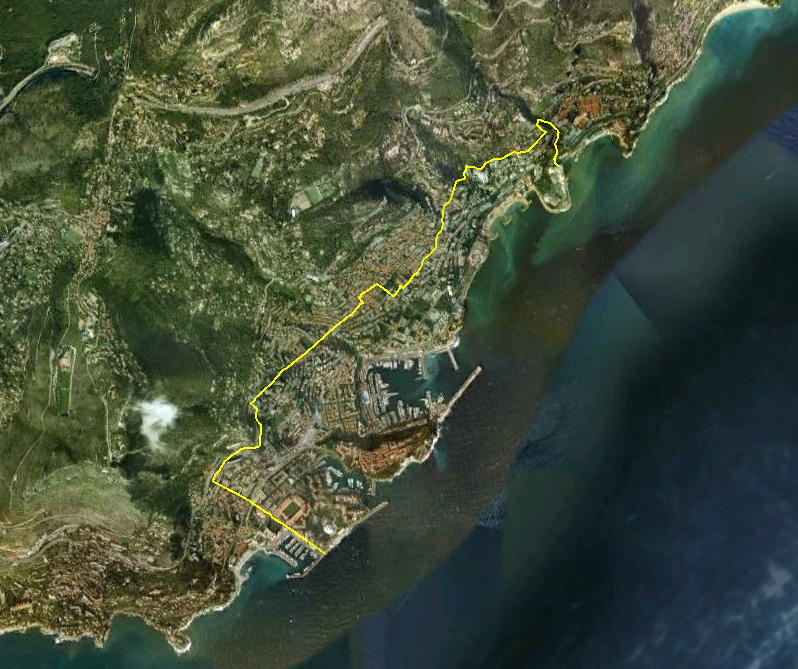
منظر من القمر الصناعي لـ موناكو، يوضح الحدود باللون الأصفر

الحدود بين فرنسا وموناكو هي الخط الذي يحد أراضي فرنسا وموناكو. تقع الحدود بين إقليم الألب البحرية في منطقة بروفانس ألب كوت دازور الفرنسية وكامل أراضي موناكو. يبلغ طول الحدود 5.47 كيلومتر (3.40 ميل) وهي الحدود البرية الوحيدة التي تمتلكها موناكو. يقع ميناء كاب داي الفرنسي على حدود موناكو من الجنوب الغربي. تقع أعلى نقطة في موناكو (161 مترًا فوق مستوى سطح البحر) على الحدود. تقع قمة مونت آجيل على الجانب الفرنسي.